# 邁克爾·弗雷
邁克爾·弗雷（德語：Michael Frey；1994年7月19日—）是一位瑞士足球運動員，在場上的位置是前鋒。現效力於英格蘭足球冠軍聯賽球會昆士柏流浪。